# Deir el-Qalaa
Le site de Deir el-Qalaa est un sanctuaire romain et byzantin situé à une vingtaine de kilomètres de l'actuelle cité de Beyrouth, dans l'actuel Gouvernorat de Beyrouth.
Le temple était dédié à Jupiter Balmarcod et est un témoignage de la vie religieuse dans la Phénicie romaine.

## étymologie et localisation
Deir el-Qalaa signifie le « couvent de la forteresse ». Le sanctuaire est situé à environ 17 km de Beyrouth dans le Metn, sur un éperon situé à 732 m d'altitude.

## Histoire

### Histoire de l'époque romaine à l'époque byzantine
L'historiographie évoque un sanctuaire dès l'époque phénicienne et jusqu'à l'époque hellénistique, sans preuves archéologiques.
Les ruines conservées sont datées du Ier siècle au VIIe siècle. Le site est romano-byzantin, cultuel et villageois.
Au XVIIIe siècle, le monastère Saint-Jean-Baptiste est construit sur les ruines du temple. Un temple dédié à Junon Regina était situé en contrebas du temple de Jupiter. Le site archéologique comportait également une agglomération rurale et un espace de carrières et de nécropoles.
Une église basilicale, munie d'un deuxième chœur dédié aux membres du clergé, par rapport aux autres édifices est bâtie au-dessus de thermes aux Ve siècle-VIe siècle.

### Découverte du site et historique des recherches
Le site est découvert par Giovanni Mariti en 1767. Des explorations épigraphiques ont lieu au cours du XIXe siècle.
Le plan du temple est levé par les archéologues allemands de la mission de Baalbeck en 1902.
Le site est étudié et restauré par Haroutune Kalayan dans les années 1950-1970. Lévon Nordiguian étudie le temple et l'agglomération.
Le site archéologique est occupé par l'armée syrienne de 1990 à 2005. Le site est restauré par la suite.

## Vie religieuse
Les citoyens de Beyrouth venaient « rendre hommage » aux empereurs, aux divinités de Berytos et de Baalbeck ainsi qu'au culte divin local Jupiter Balmarcod et Junon Regina.
Le site devient au fil du temps un sanctuaire civique. Le deuxième nom du Jupiter local est sémitique, formé sur Baal et un autre mot évoquant la danse. Balmarcod a été associé à Jupiter par la suite. Un Génie est associé à la divinité.
Le site témoigne également de l'histoire de la christianisation de la région, le site ayant une « réputation de refuge païen » dans les discours de Sévère d'Antioche.

## Épigraphie
Le site a livré 130 inscriptions grecques et latines.